# Власов, Александр Михайлович (дзюдоист)
Александр Михайлович Власов (род. 1969) — российский дзюдоист, бронзовый призёр чемпионата России 1993 года, мастер спорта России международного класса.

## Биография
На всероссийских соревнованиях выступал за Республику Адыгея. По окончании спортивной карьеры занимался тренерской работой в Адыгее и Карачаево-Черкесии. Также выступал на соревнованиях ветеранов. В 2014 году стал серебряным призёром чемпионата России. Член Олимпийского комитета Республики Адыгея.

## Спортивные результаты
- Чемпионат России по дзюдо 1993 года — .